# Rhodostrophia tenuistrigata
Rhodostrophia tenuistrigata là một loài bướm đêm trong họ Geometridae.